# 交頓站
交頓站（英語：Carlton station）是一個城市鐵路東郊及伊拉瓦拉線的車站，位於悉尼南部的一個住宅區—交頓，是最接近OBL銀禧球場的車站。

## 歷史
車站在1887年1月1日開幕。

## 月台服務
每小時會有2班列車，繁忙時間會加設班次。交頓站最接近聖佐治伊拉瓦拉龍球隊的主場—OBL銀禧球場的車站，因此有球賽時會有臥龍崗來的南海岸線列車。
1號月台
（不常用）
- 東郊及伊拉瓦拉線 — 往邦迪聯運。

2號月台
（不常用）
- 東郊及伊拉瓦拉線 — 往瀑布/克羅努拉。

3號月台
- 東郊及伊拉瓦拉線 — 往邦迪聯運。

4號月台
- 東郊及伊拉瓦拉線 — 往瀑布/克羅努拉。

### 傷殘人士設施
此站於2007年進行擴建，包括4部升降機，傷殘人士可以使用升降機進出路面經大堂至月台。但該站並不會在所有的開放時間內有職員當值。